# Спахич, Ален
Ален Спа́хич (босн. Alen Spahić; 18 августа 1985, Дубровник, СР Хорватия, СФРЮ) — боснийский футболист, полузащитник.

## Карьера
Воспитанник клуба «Железничар». В его составе он провел элитной Первой боснийской лиге одну игру. Летом 2008 года босниец перешел в российскую команду Первого дивизиона «Салют-Энергия». Однако за белгородцев балканский легионер так и не сыграл. В дальнейшем хавбек выступал за команды из низших лиг Хорватии и Германии.

## Семья
Старшим братом Амира является Эмир Спахич (род. 1980) — известный боснийский футболист, выступавший за московский «Локомотив», французский «Монпелье», испанскую «Севилью», немецкий «Байер 04» и сборную Боснии и Герцеговины. Двоюродный брат — другой известный игрок Эдин Джеко. Троюродным братом Спахичей является Мирсад Тюркджан, бывший игрок баскетбольных клубов ЦСКА и «Динамо».